# Constricta africana
Constricta africana — вид грибів, що належать до монотипового роду Constricta з родини печерицеві (Agaricaceae).

## Поширення
Кот-д'Івуар.